# Laniarius funebris
Laniarius funebris е вид птица от семейство Malaconotidae.

## Разпространение
Видът е разпространен в Етиопия, Кения, Руанда, Сомалия, Судан, Танзания, Уганда и Южен Судан.